# Bert Anciaux

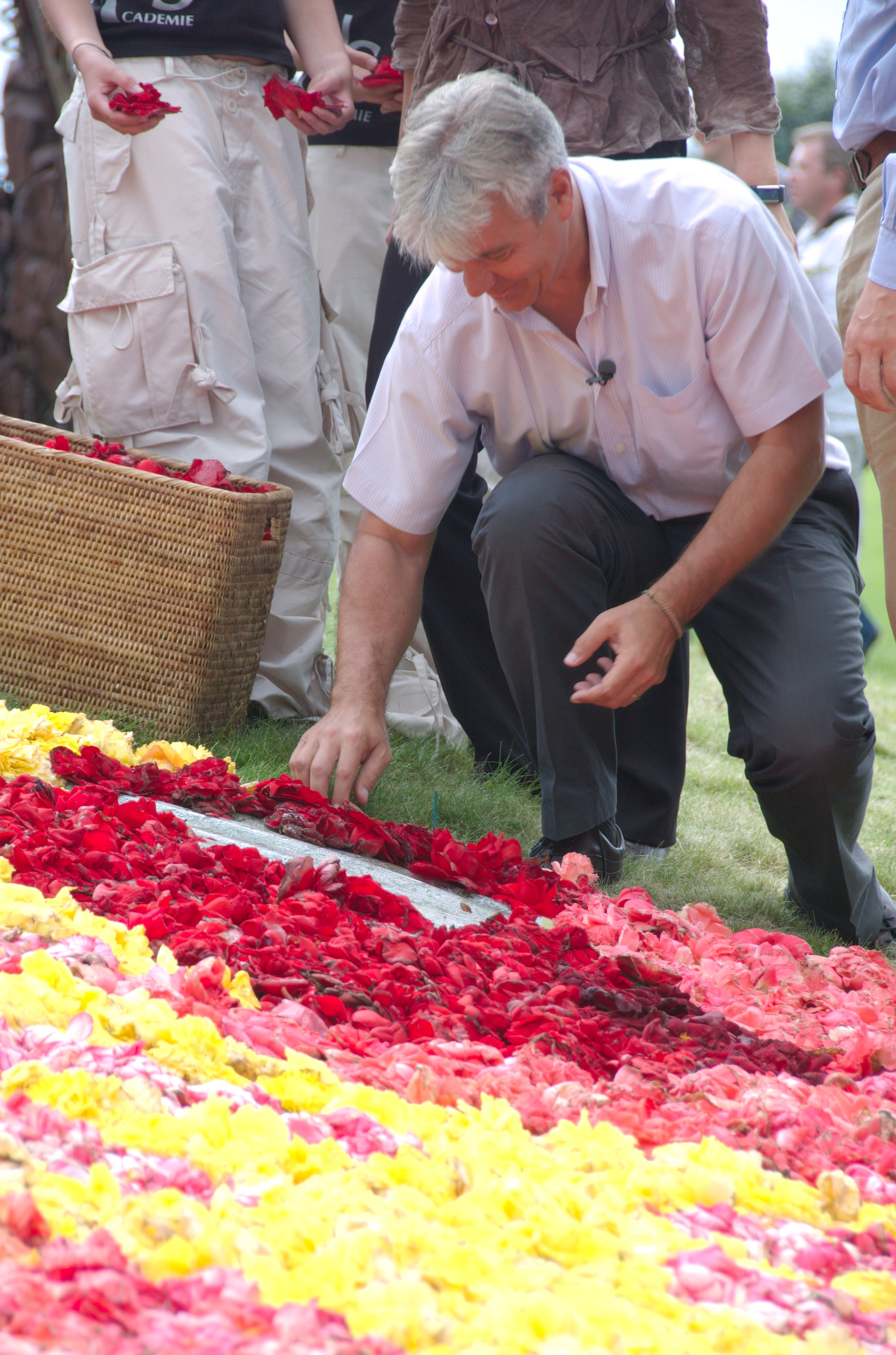
Bert Anciaux (2007)

Bert Anciaux (* 11. September 1959 in Merksem, Provinz Antwerpen) ist ein belgischer Politiker der Volksunion VU (Volksunie), SPIRIT, der Sozialistischen Partei Anders sp.a (Socialistische Partij Anders) und seit 2021 Vorwärts (Vooruit).
Er war von 1995 bis 1999 Mitglied des Senats sowie von 1999 bis 2002 und erneut von Juli 2004 bis Juli 2009 Minister in der Regierung von Flandern. Er war 2003 Mitglied der Abgeordnetenkammer und 2003 bis 2004 Minister für Mobilität und Sozialwirtschaft in der Regierung Verhofstadt II. Er ist seit 2010 Mitglied des Senats.

## Leben

### Kommunalpolitiker, Schöffe und Vorsitzender der Volksunion

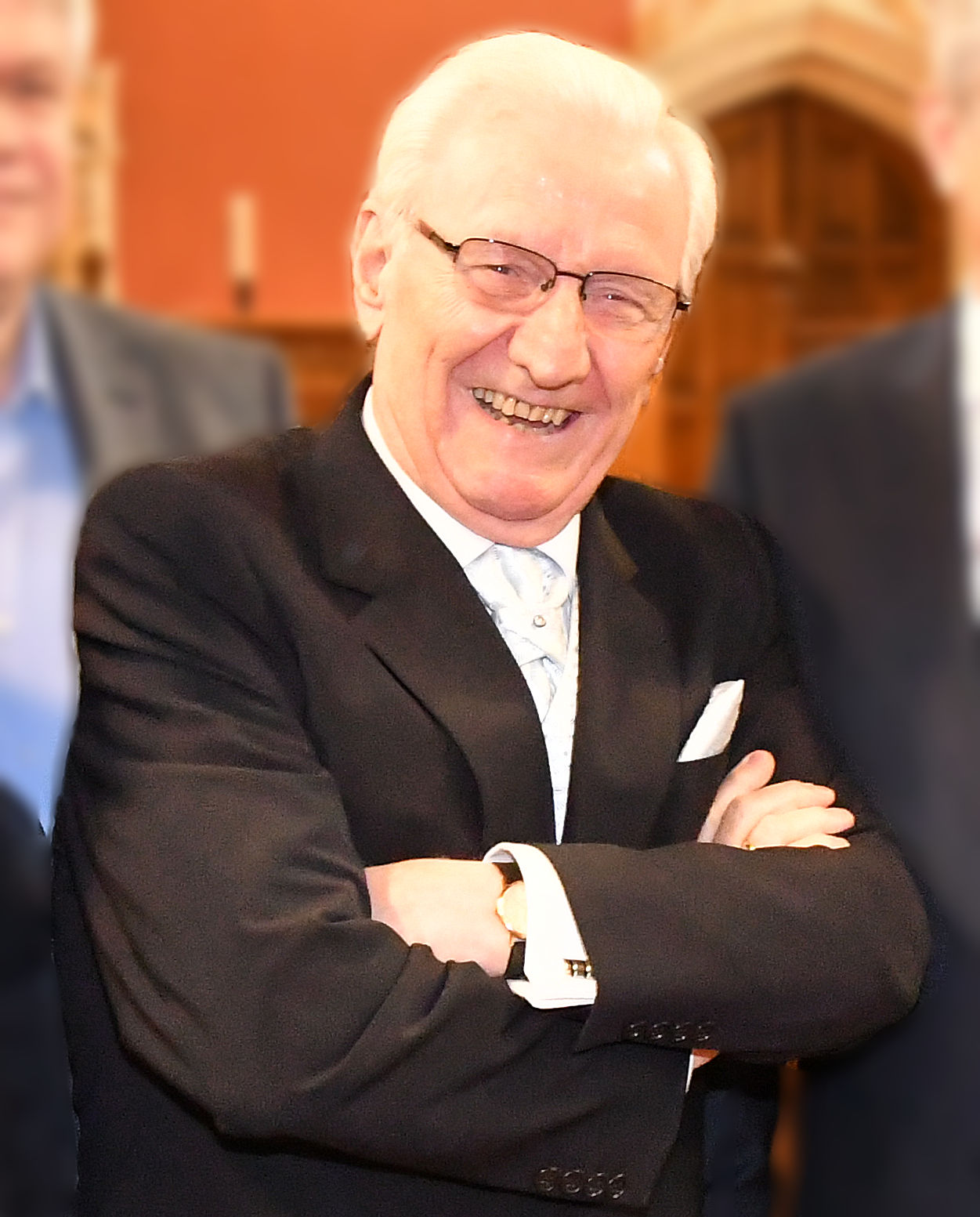
Vic Anciaux (1931–2023), Vater von Bert Ancieux, war von 1965 bis 1995 Mitglied der Abgeordnetenkammer und mehrmals Staatssekretär.

Bert Anciaux, Sohn des Politikers Vic Anciaux (1931–2023), absolvierte nach dem Besuch des Klein Seminarie in Hoogstraten ein Studium der Rechtswissenschaften an der Katholische Universität Brüssel (KUB) und an der Vrije Universiteit Brussel (VUB). Nach seinem Examen arbeitete er als Rechtsanwalt und als Dozent an der Universität Gent und der Erasmus-Hochschule Brüssel. Sein politisches Engagement begann er in der Volksunion VU (Volksunie), deren Vorsitzender sein Vater Vic Ancieux von 1979 bis 1986 war, und war für die VU von 1989 bis 1994 Mitglied des Stadtrates von Brüssel. Er war von 1989 bis 1992 zudem Vorstandsvorsitzender der sozialen Wohnungsbaugesellschaft De Brusselse Haard und von 1991 bis 1992 Mitglied des Rates der Provinz Brabant.
Anciaux übernahm 1992 von Hugo Schiltz den Posten als Vorsitzender der Volksunion. Patrik Vankrunkelsven wurde 1998 sein Nachfolger. Anciaux war von 1992 bis 1994 auch „Schöffe“ (Beigeordneter) der Stadtverwaltung Brüssel.

### Senator und Minister in der Regierung von Flandern
Anciaux wurde bei der Parlamentswahl am 21. Mai 1995 für die Volksunion zum Mitglied des Senats gewählt und gehörte diesem bis zum 12. Juni 1999 an. Während seiner Senatsmitgliedschaft war er zwischen dem 23. Januar und dem 6. Dezember 1997 beratendes Mitglied des parlamentarischen Untersuchungsausschusses zum Völkermord in Ruanda. Er war von 1998 bis 1999 Vorsitzender der Wahlallianz VU-ID, die sich aus der Volksunion und der von ihm gegründeten Ideen für das 21. Jahrhundert ID21 (Ideën voor de 21ste eeuw) zusammensetzte, und zur Flämischen Parlamentswahl am 13. Juni 1999 antrat.
Das Wahlbündnis erhielt bei der Wahl 259.226 Stimmen (9,25 Prozent) und stellte elf Mitglied des Flämischen Parlaments (Vlaams Parlement). Nach der Wahl wurde er in die Regierung von Flandern (Vlaamse regering) unter Patrick Dewael berufen und war dort nacheinander vom 13. Juli 1999 bis 14. April 2000 Minister für Kultur, Jugend, Stadtentwicklung, Wohnen und Brüsseler Angelegenheiten (Vlaams Minister van Cultuur, Jeugd, Stedelijk Beleid, Huisvesting en Brusselse Aangelegenheden), zwischen dem 14. April 2000 und dem 18. Mai 2001 Minister für Kultur, Jugend, Brüsseler Angelegenheiten und Entwicklungszusammenarbeit (Vlaams Minister van Cultuur, Jeugd, Brusselse Aangelegenheden en Ontwikkelingssamenwerking) sowie zuletzt vom 18. Mai 2001 bis zum 1. Juli 2002 Minister für Kultur, Jugend, Sport, Brüsseler Angelegenheiten und Entwicklungszusammenarbeit (Vlaams Minister van Cultuur, Jeugd, Sport, Brusselse Aangelegenheden en Ontwikkelingssamenwerking). Zugleich war er zwischen dem 28. September 2000 und 25. Januar 2002 Mitglied sowie anschließend vom 26. Januar 2002 bis zum 24. November 2003 noch stellvertretendes Mitglied des Europäischen Ausschusses der Regionen und fungierte 2001 erstmals als Vorsitzender des Ministerausschusses (Comité van Ministers) der Niederländischen Sprachunion (Nederlandse Taalunie). Am 15. September 2001 war er Gründer der Partei SPIRIT.

### Mitglied der Abgeordnetenkammer, Minister in der Regierung Verhofstadt und Rückkehr in die Regierung von Flandern

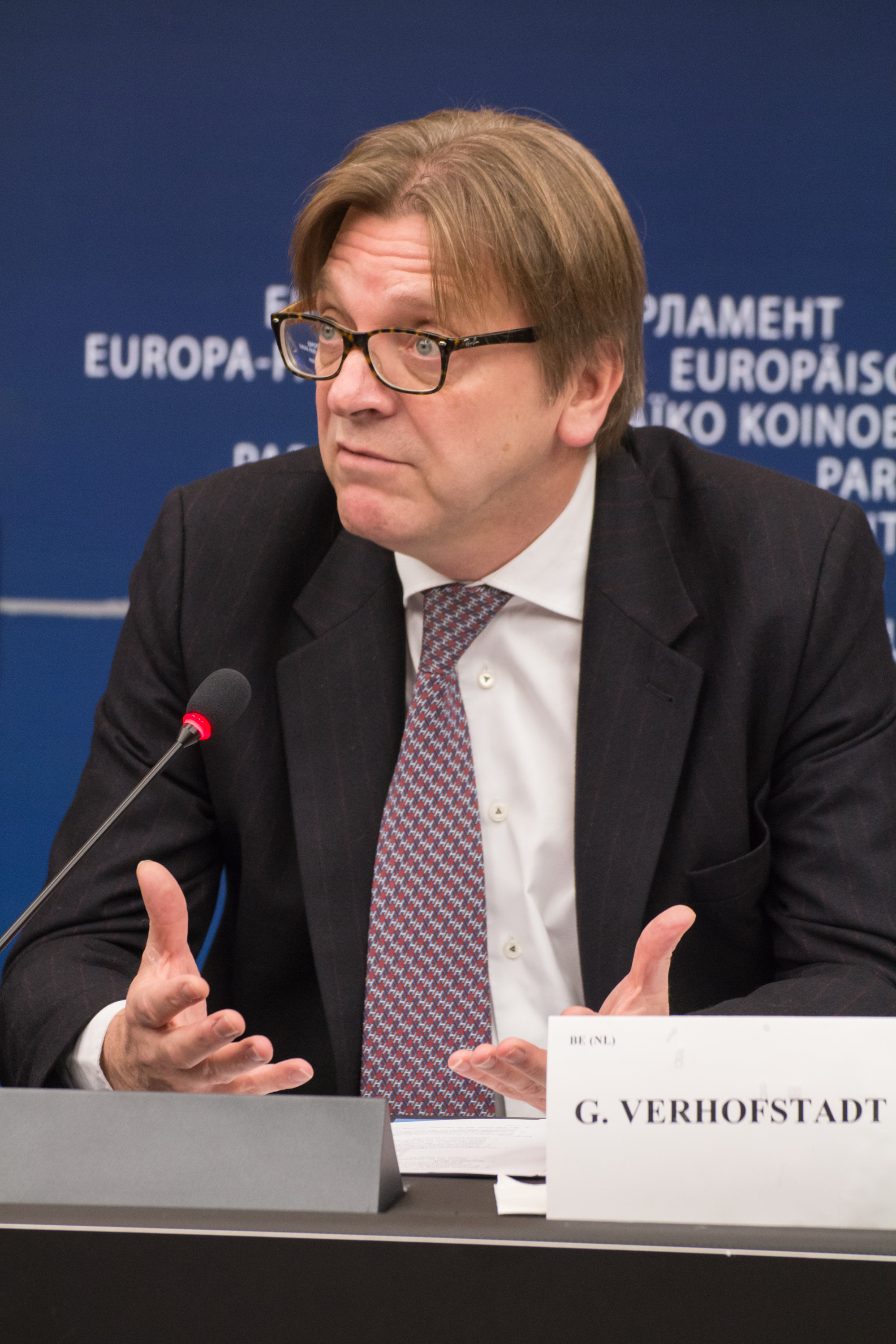
In der zweiten Regierung von Ministerpräsident Guy Verhofstadt war Anciaux zwischen 2003 und 2004 Minister für Mobilität und Sozialwirtschaft.

Bei der Parlamentswahl am 18. Mai 2003 wurde Bert Anciaux für SPIRIT im Wahlkreis Brussel-Halle-Vilvoorde zum Mitglied der Abgeordnetenkammer gewählt und gehörte dieser bis zu seinem Mandatsverzicht am 11. Juli 2003 an. Am Tag nach seinem Mandatsverzicht wurde er am 12. Juli 2003 als Minister für Mobilität und Sozialwirtschaft (Minister van Mobiliteit en Sociale Economie) in die Regierung Verhofstadt II berufen und bekleidete dieses Ministeramt bis zum 17. Juli 2004, woraufhin Renaat Landuyt als Minister für Mobilität seine Nachfolge antrat. Zugleich war zwischen dem 13. Juni und dem 22. Juli 2004 Mitglied des Flämischen Rates (Vlaamse Raad), den Vorläufer des heutigen Flämischen Parlaments (Vlaams Parlement).
Nach seinem Ausscheiden aus der Zentralregierung kehrte er in die Regierung von Flandern zurück. Er war Minister für Kultur, Jugend, Sport und Brüsseler Angelegenheiten (Vlaams minister van Cultuur, Jeugd, Sport en Brussel) in der Regierung von Ministerpräsident Yves Leterme (22. Juli 2004 bis 28. Juni 2007) und in der ersten Regierung von Ministerpräsident Kris Peeters (28. Juni 2007 bis zum 8. Juni 2009). In dieser Funktion war er 2008 abermals Vorsitzender des Ministerausschusses der Niederländischen Sprachunion und erhielt für seine Verdienste am 18. November 2007 von der niederländischen Regierung das Rittergroßkreuz des Ordens von Oranien-Nassau. Im Januar 2009 schloss er sich der sp.a (Socialistische Partij Anders) an. Als er sich der Partei angeschlossen hatte, verkündete die Partei die Änderung ihres Namens in Socialisten en Progressieven Anders. Wegen Unmut darüber in der Partei wurde aber doch der alte Name behalten; er wurde durch den Untertitel Sociaal Progressief Alternatief ergänzt. Anciaux wurde Mitglied des Parteivorstands der sp.a.

### Senator
Am 13. Juni 2010 wurde er für die sp.a vom flämischen Wahlkollegium wiederum zum Mitglied des Senats gewählt. Am 10. Juli 2014 sowie am 12. Juli 2019 wurde er von den gewählten Senatoren aufgrund des Wahlergebnisses der Abgeordnetenhauswahl von den Senatoren der niederländischen Sprachgruppe als einer von sechs kooptierten Senatoren (Gecoöpteerd senator) bestimmt und gehört damit weiterhin dem Senat an. Im Senat ist er seit dem 20. Juli 2010 Mitglied des Ausschusses für institutionelle Angelegenheiten und war zwischen dem 20. Juli 2010 und dem 15. Oktober 2013 Mitglied des Ausschusses für auswärtige Beziehungen und Landesverteidigung sowie vom 15. Oktober 2013 bis zum 28. April 2014 Mitglied des Justizausschusses. Er fungierte zudem zwischen 2010 und 2012 als Quästor des Senats und ist seit 2010 Vize-Vorsitzender der bilateralen Sektion Belgien-Marokko der Interparlamentarischen Union (IPU). Anciaux, der zwischen 2010 und 2015 Mitglied des Vorstandes der Vrije Universiteit Brussel (VUB) war, ist seit 2012 Vorsitzender der Fraktion der sp.a, aus der 2021 die umbenannte Partei Vorwärts (Vooruit) hervorging. Er ist ferner seit dem 15. Februar 2012 Mitglied der Senatsdelegation in der Parlamentarischen Beratungskommission des Föderalen Parlaments und wurde am 21. Mai 2014 zum Großoffizier des Leopoldsordens ernannt.
Er schloss 2014 zudem eine Promotion an der Pädagogischen Fakultät der Vrije Universiteit Brussel mit der Dissertation Zelforganisaties in Vlaanderen. Onderzoek naar plaatselijke (zelf)organisaties op basis van ethnisch-culturele identiteit ; een maatschappelijke en agogische verkenning van voorwaarden en kansen, beperkingen en uitdagingen, in der er basierend auf ethnisch-kultureller Identität lokale (Selbst-)Organisationen und deren Bedingungen und Möglichkeiten, Einschränkungen und Herausforderungen untersuchte.
Bert Anciaux, der vom 25. September 2014 bis zu seiner Ablösung durch Landry Mawungu im Januar 2020 Vorsitzender des Verwaltungsausschusses des Brüsseler Arbeitsamtes Actiris war, ist zudem seit 2014 Vorsitzender der bilateralen Sektionen Belgien-Angola, Belgien-Brasilien und Belgien-Sambia der IPU. Er war vom 8. Dezember 2014 bis zum 27. Januar 2017 Mitglied des Ausschusses für Querschnittsthemen und vom 11. Mai 2015 bis zum 27. Oktober 2017 Erster Vize-Vorsitzender der Sonderkommission „Radikalisierung“. Er ist außerdem seit dem 14. Januar 2016 Vorsitzender des Kooperationsverbandes der niederländischsprachigen Hochschulen und fungierte ferner vom 21. Mai 2021 bis zum 23. Mai 2022 als Mitglied der Parlamentarischen Kommission, die seit 1970 für die Bewertung staatlicher Reformen zuständig ist.
Er ist Vater der Ärztin Britt Kristien Anciaux (* 1997).

## Veröffentlichungen
- De vergeten vernieuwing, Hadewijch, Antwerpen 1992
- Alles in beweging, Houtekiet, Antwerpen 1999
- De pijn van een politicus. Gesprekken met Bert Anciaux, Mitautor Luk Alloo, Lampedaire, Antwerpen 2009
- Zelforganisaties in Vlaanderen. Onderzoek naar plaatselijke (zelf)organisaties op basis van ethnisch-culturele identiteit. Een maatschappelijke en agogische verkenning van voorwaarden en kansen, beperkingen en uitdagingen, Dissertation Vrije Universiteit Brussel, Academic and Scientific Publishers, Brüssel 2014
- Wat het is. Vele dromen later, Mitautorin Christina van Geel, Uitgeverij Pelckmans, Kalmthout 2015